# Cydosia cyanella
Cydosia cyanella är en fjärilsart som beskrevs av Achille Guenée 1879. Cydosia cyanella ingår i släktet Cydosia och familjen nattflyn. Inga underarter finns listade i Catalogue of Life.